# بخنق
البُخْنُق أو الجزء العلوي للرأس  (بالانجليزية Epicranium)
هو المصطلح الطبي لمجموعة الهياكل التي تغطي الجمجمة . يتكون من العضلات والسفاق والجلد. وهو عند معظم الحشرات درع الرأس الذي يتألف من الجبهة والنافوخ والقفن والمحاسر والأفواد.